# Pareuthria chlorotica
Pareuthria chlorotica is een slakkensoort uit de familie van de Buccinidae. De wetenschappelijke naam van de soort is voor het eerst geldig gepubliceerd in 1878 door Martens.